# Oloessa bianor
Oloessa bianor là một loài bọ cánh cứng trong họ Cerambycidae.